# Villach

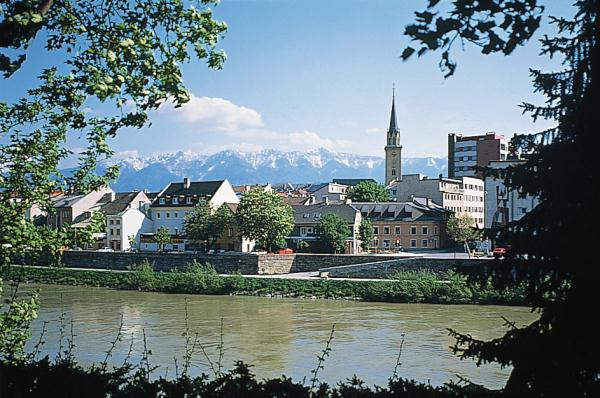
Rzeka Drawa w Villach

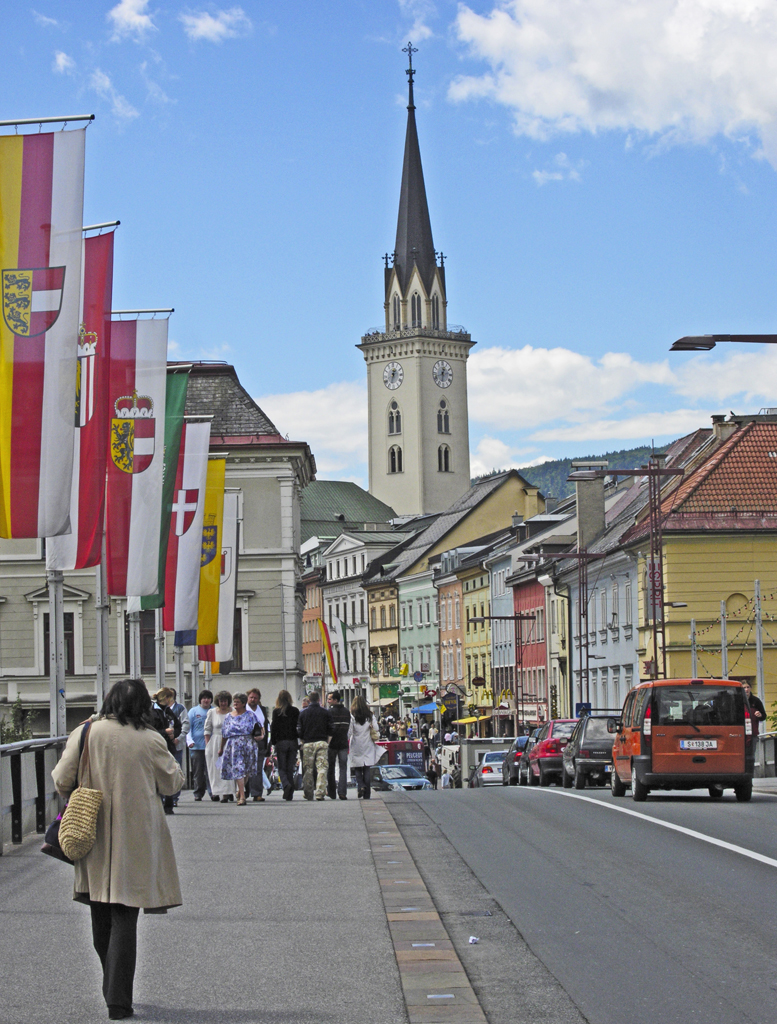
Villach

Villach (słoweń. Beljak; wł. Villaco; dawniej czes. Bělák) – miasto statutarne w południowo-wschodniej Austrii, w kraju związkowym Karyntia, siedziba powiatu Villach-Land, do którego jednak miasto nie należy. Leży w pobliżu granicy ze Słowenią i Włochami, w dolinie Drawy, w Alpach Karnickich.

## Sport
- w mieście znajduje się kompleks skoczni narciarskich Villacher Alpenarena, na których odbywają się konkursy Pucharu Świata w skokach narciarskich.
- w rozgrywkach hokeja na lodzie Österreichische Eishockey-Liga występuje miejscowa drużyna EC VSV.

## Współpraca
Miejscowości partnerskie:
- Bamberg, Niemcy
- Bled, Słowenia
- Canchungo, Gwinea Bissau
- Kaposvár, Węgry
- Kranj, Słowenia
- Suresnes, Francja
- Tolmin, Słowenia
- Udine, Włochy